# Concurso de comer

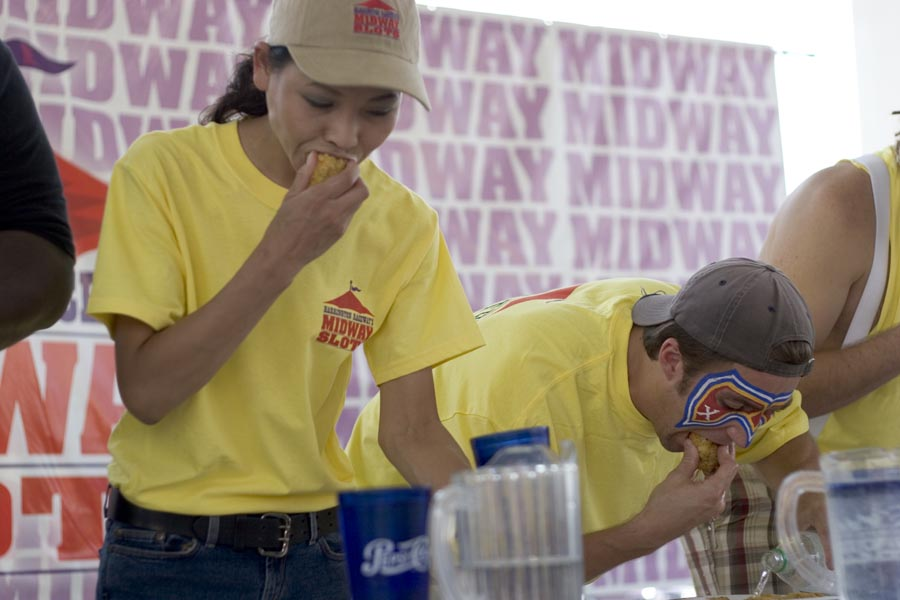
Um concurso de comer nos Estados Unidos.

Concurso de comer é uma atividade em que os participantes competem uns contra os outros para comer grandes quantidades de alimentos, geralmente em um curto período de tempo. Os concursos geralmente duram de oito a dez minutos, embora algumas competições possam durar até trinta minutos, com a pessoa que consome mais comida sendo declarada vencedora. A alimentação competitiva é mais popular nos Estados Unidos, Canadá e Japão, onde os concursos de alimentação profissional organizados geralmente oferecem prêmios, incluindo dinheiro.

## História
O primeiro concurso de comer torta registrado ocorreu em Toronto em 1878. Foi organizado como um evento de arrecadação de fundos para caridade e vencido por Albert Piddington. Não se sabe quantas tortas foram consumidas. O prêmio foi um “Livro Lindamente Encadernado”. Existem alguns exemplos notáveis de competidores comedores precoces, como Joe McCarthy, que consumiu 31 tortas em uma competição realizada no Charles Tanby's Saloon em 1897. Frank Dotzler também é notável depois de consumir “275 ostras, 8 e 1/8 libras de bife, 12 pãezinhos e 3 tortas grandes, tudo regado com 11 xícaras de café” em um evento organizado pelo Fat Men's Club de Manhattan em 1909.
O recente aumento na popularidade da alimentação competitiva deve-se em grande parte ao desenvolvimento do Nathan's Hot Dog Eating Contest, uma tradição anual de férias que é realizada em 4 de julho de cada ano desde 1916 em Coney Island. Enquanto as origens são debatidas, acredita-se que tenha começado como resultado de quatro imigrantes que tentaram comer o maior número possível de cachorros-quentes para mostrar seu patriotismo. Em 2010, no entanto, o promotor Mortimer Matz admitiu ter fabricado a lenda da data de início de 1916 com um homem chamado Max Rosey no início dos anos 1970 como parte de um golpe publicitário. A lenda cresceu ao longo dos anos, a ponto de o New York Times e outras publicações terem listado repetidamente 1916 como o ano inaugural, embora não existam evidências do concurso. Como Coney Island é frequentemente associada a atividades recreativas da temporada de verão, vários concursos antecipados foram realizados em outros feriados associados ao verão além do Dia da Independência; Os concursos do Memorial Day foram programados para 1972, 1975, e 1978, e um segundo evento de 1972 foi realizado no Dia do Trabalho.
A organização da Major League Eating (MLE) em 1997 também foi um desenvolvimento chave na crescente popularidade. A organização é responsável por entre 70 e 80 concursos de alimentação por ano em toda a América do Norte, mais notavelmente o Nathan's Hot Dog Eating Contest, que foi ao ar na ESPN desde 2003. O competidor masculino de maior sucesso é Joey Chestnut, que ganhou um total de quatorze vezes desde 2007. É o atual campeão em 2021. Chestnut também detém o recorde de mais cachorros-quentes consumidos no concurso, com 76 em 2021. O segundo mais bem sucedido é Takeru Kobayashi, que ganhou seis títulos consecutivos de 2001 a 2006. Ambos os homens detêm vários recordes mundiais relacionados à alimentação, com Kobayashi detendo 5, e Chestnut 14. Bob Shoudt "Notorious B.O.B." ganhou o maior prêmio de todos os tempos em um concurso de alimentação profissional no Philadelphia Wing Bowl de 2017 - $ 50.000 em prêmios (Hyundai Santa Fe, $ 10.000, anel e medalhão).
Em 2011, o Nathan's Hot Dog Eating Contest introduziu um torneio apenas para mulheres. O competidor de maior sucesso neste concurso é Miki Sudo, com sete vitórias consecutivas desde 2014. Ela é a atual campeã feminina em 2020 e também detém o recorde de mais cachorros-quentes comidos por uma competidora, com 48,5. Ela atualmente detém 3 recordes mundiais.